# Neue Wilde
Als Neue Wilde oder Neue Heftige wurden eine Reihe von bildenden Künstlern bezeichnet, die in den frühen 1980er Jahren mit einer subjektiven, unbekümmerten und lebensbejahenden Malerei in Deutschland und Österreich an die Öffentlichkeit traten. Den Namen erhielten sie in Anlehnung an die französischen Fauves, die zu Beginn des 20. Jahrhunderts in Paris für Aufregung sorgten.

## Begriffsherkunft
Die Stilrichtung hat ihren Ursprung Anfang der 1980er in der italienischen Transavantgarde (Transavanguardia, später auch als Arte Cifra bezeichnet) und etablierte sich nahezu zeitgleich in Europa und in den USA. In Frankreich wurde sie als Figuration Libre und in den englischsprachigen Ländern als New Image Painting, Bad Painting oder Wild Style definiert. In Deutschland und Österreich fand sich zunächst der Terminus „Neoexpressionismus“, später war von „Heftiger“ oder „Wilder“ Malerei die Rede. Der medienwirksamste und schließlich geläufigste Begriff „Neue Wilde“ wurde erstmals von dem Expressionismusexperten, Kunsthistoriker und Aachener Museumsdirektor Wolfgang Becker für eine Ausstellung der Neuen Galerie – Sammlung Ludwig in Aachen 1980 „Les Nouveaux Fauves – Die neuen Wilden“ und ihren Katalog verwendet, die neu erworbene Werke der Sammlung Peter Ludwig aus Deutschland, Frankreich und den USA zusammenfasst: Baselitz, Lüpertz, Penck, Viallat, Schnabel, Pattern Painting. In der Rückschau „Die Erfindung der Neuen Wilden“ des Ludwig Forums 2018 wird der Stilbegriff ausschließlich für die jüngeren deutschen Maler in Berlin, Düsseldorf, Köln und Hamburg und ihr kulturelles Umfeld verwendet.

## Stilistische Kennzeichen
Hauptmerkmale der Kunstrichtung sind großformatige Bilder mit betonter Malweise und gezielter Formlosigkeit, schwungvollem und heftigem Pinselstrich, kräftiger Farbigkeit und Farbwucht. Es entstehen expressiv abstrakte, sinnlich gegenständliche, neon-grelle, mit Graffiti-Elementen durchsetzte Bilder.
Die Bilder entspringen den individuellen Empfindungen ihrer Protagonisten und ihrem Selbstdarstellungsbedürfnis. Elementaren Themen – z. B. Angst und Sexualität – begegnen sie stilistisch spontan und obsessiv.

## Ursprünge
Die Kunstrichtung entstand als Reaktion und in Opposition gegen die Avantgarde der Minimal Art und Concept Art, die mit ihrer intellektuellen reduzierten Formensprache und einer oftmals wissenschaftlichen Methodik den damaligen Kunstbetrieb dominierten. Die multimediale Kunstszene und mit ihr der erweiterte Kunstbegriff machten aus der Malerei tendenziell eine Randerscheinung.
Ausgangspunkt für die jungen Künstler war die Absicht, die kargen, kopflastigen Stile, welche ihrer Wahrnehmung nach die 1970er Jahre beherrschten, völlig über Bord zu werfen und „unbekümmert durch einen Überfluß an Bildlichkeit, Erzählung, Materialien, Farben und freiströmenden Räumen zu ersetzen, der mehr nach Kindergarten als nach ästhetischem Laboratorium schmeckt.“ Sie wollten sich durch ihre Kunst und mit ihrer Kunst von den repressiven Zwängen des Intellekts der Kunst der vergangenen Dekade befreien. Ihre Werke sind ein Kommentar auf die genormten Wertmaßstäbe bürgerlicher Vorstellungen. Sie revoltierten in ihren oft dunkeltonigen Bildern gegen die wohlstandsbedingte Apathie der 1980er Jahre. In der Tradition von Dada und Fluxus arbeitete man an der Demontage des traditionellen Kunstbegriffs.

## Vertreter der Neuen Wilden
Im Katalog 1980: Nicolas Africano, Laurie Anderson, Georg  Baselitz, Louis Cane, Brad Davis, Donna Dennis, Frank Faulkner, Adolf Frohner, Tina Girouard, Horst Gläsker, Simon Hantai, Jörg Immendorff, Hannes Jähn, Valerie Jaudon, Neil Jenney, Anselm Kiefer, Christopher Knowles, Joyce Kozloff, Robert Kushner, Thomas Lanigan-Schmidt, Markus Lüpertz, Kim MacConnel, A.R. Penck, Susan Rothenberg, Peter Saari, Miriam Schapiro, Kendall Shaw, Med Smyth, Claude Viallat, William Wegman, Robert Zakanitch, Joe Zucker
- Berlin: Bernd Koberling, Luciano Castelli, Rainer Fetting, Helmut Middendorf, Salomé, Bernd Zimmer, Elvira Bach, Peter Schlangenbader, Anne Jud, Berthold Schepers, G. L. Gabriel-Thieler, Rolf von Bergmann, Peter Robert Keil.
- Dresden: A. R. Penck
- Düsseldorf: Moritz Reichelt, Albert Oehlen, Markus Oehlen, Martin Kippenberger, Werner Büttner, Horst Gläsker, Hartmut Ritzerfeld, Franz-Bernd Becker, Bernhard Martin

- Hamburg: Werner Büttner, Martin Kippenberger, Gustav Kluge, Albert Oehlen, Bettina Semmer[2][3]
- Köln: Hans Peter Adamski, Peter Bömmels, Walter Dahn, Jiří Georg Dokoupil, Leiko Ikemura, Gerard Kever, Dieter Horký, Gerhard Naschberger, Stefan Szczesny, Volker Tannert
- Süddeutschland: Franz Hitzler, Siegfried Kaden, Peter Vogt, Troels Wörsel, Peter Angermann
- Österreich: Siegfried Anzinger, Erwin Bohatsch, Herbert Brandl, Gunter Damisch, Josef Danner, Alois Mosbacher, Thomas Reinhold, Hubert Scheibl, Hubert Schmalix
- Schweiz: Martin Disler, Aleks Weber, Tarcisi Cadalbert
- Polen: Andrzej Cisowski, Urszula Danielewska-Wietecka

## Ausstellungen (Auswahl)
- Les Nouveaux Fauves – Die Neuen Wilden, Aachen 1980
- Rundschau Deutschland, herausgegeben und organisiert von Stefan Szczesny und Troels Wörsel, München und Köln, 1981
- Das Bilderbuch, Edition Pfefferle, München, 1981 (heute Galerie Karl Pfefferle)
- Zeitgeist, Berlin, 1982
- Obsessive Malerei – Ein Rückblick auf die Neuen Wilden, Karlsruhe, 2003/04
- Geniale Dilletanten, 2015, Haus der Kunst, München[4]
- Die 80er. Figurative Malerei in der BRD , Städel Museum, 2015[5][6]
- Die Erfindung der Neuen Wilden – Malerei und Subkultur um 1980, Ludwig Forum, Aachen, 2018/19[7]

## Film
- Martin Kippenberger und Co – Ein Dokument, Dokumentarfilm von Jacqueline Kaess-Farquet über die Neuen Wilden: Martin Kippenberger, Albert Oehlen, Markus Oehlen, Georg Herold, Werner Büttner, Hans Peter Adamski, Peter Bömmels, Jiří Georg Dokoupil, Volker Tannert.